# Éder Aleixo de Assis
Éder Aleixo de Assis, också känd som Éder, född 25 maj 1957, är en brasiliansk före detta professionell fotbollsspelare. Han fick sitt internationella genombrott under världsmästerskapet i fotboll 1982 i Spanien.